# Fifty Shades Darker (filme)
Fifty Shades Darker (Brasil: Cinquenta Tons Mais Escuros / Portugal: As Cinquenta Sombras Mais Negras) é um filme erótico americano, continuação de Fifty Shades of Grey, baseado no best-seller e livro homônimo da autora britânica E. L. James, com direção de James Foley e roteiro de Niall Leonard. É protagonizado por Dakota Johnson e Jamie Dornan, com Eric Johnson, Eloise Mumford, Bella Heathcote, Rita Ora, Luke Grimes, Victor Rasuk, Kim Basinger e Marcia Gay Harden como coadjuvantes.
As filmagens de Cinquenta Tons Mais Escuros e de sua continuação, Cinquenta Tons de Liberdade, ocorreram simultaneamente com início em 9 de fevereiro de 2016, em Paris e Vancouver. Foi lançado em 9 de fevereiro de 2017 no Brasil e 10 de fevereiro nos Estados Unidos.
O filme, assim como seu antecessor, recebeu críticas principalmente negativas, direcionadas à narrativa, atuação e roteiro. Mas, apesar disso, foi um sucesso de bilheteria, arrecadando mais de 380 milhões de dólares. No Framboesa de Ouro, o filme recebeu nove indicações; incluindo pior filme, pior ator para Dornan e pior atriz para Johnson e ganhou dois para pior continuação, remake, pré-sequência ou plágio descarado e pior atriz coadjuvante (Basinger).

## Sinopse
Após os eventos do filme anterior, Anastasia "Ana" Steele tenta passar de seu relacionamento com Christian Grey. Christian a convence para retomar o romance sob as condições de Ana. À medida que eles começam seu relacionamento normal, o passado de Christian ameaça separar o casal.

## Elenco
- Dakota Johnson como Anastasia "Ana" Steele
- Jamie Dornan como Christian Grey
- Eric Johnson como Jack Hyde, o chefe de Ana na SIP e stalker.
- Eloise Mumford como Katherine "Kate" Kavanagh, melhor amiga de Anastasia e colega de quarto, que está em um relacionamento com o irmão mais velho de Christian, Elliot Gray.
- Bella Heathcote como Leila Williams, uma das ex-submissas de Christian.
- Rita Ora como Mia Grey, irmã adotiva de Christian.
- Luke Grimes como Elliot Grey, irmão mais velho adotivo de Christian.
- Victor Rasuk como José Rodriguez, um dos amigos de Anastasia.
- Kim Basinger como Elena Lincoln, parceira de negócios de Christian e ex-amante.
- Marcia Gay Harden como Grace Trevelyan-Grey, mãe adotiva de Christian.
- Max Martini como Jason Taylor, guarda-costas de Christian e chefe de segurança.
- Bruce Altman como Jerry Roach, presidente da SIP.
- Robinne Lee como Ros Bailey
- Fay Masterson como Gail Jones
- Andrew Airlie como Carrick Grey, pai adotivo de Christian.
- Amy Price-Francis como Liz Morgan, chefe de pessoal da SIP.
- Jennifer Ehle como Carla Wilks, mãe de Anastasia (edição sem classificação).
- Dylan Neal como Bob, o padrasto de Anastasia (edição sem classificação).
- Ashleigh LaThrop como Hanna, colega de trabalho de Anastasia e amiga.

## Dublagem brasileira
- Estúdio de dublagem: Delart[7]

## Produção

### Desenvolvimento
Sam Taylor-Johnson, diretora do primeiro filme anunciou que não irá dirigir o segundo filme por conta de brigas constantes entre ela  e a autora da trilogia E.L. James durante as filmagens do primeiro longa.
Em abril de 2015, a Universal confirmou que Fifty Shades Darker será lançado em 9 de fevereiro de 2017, enquanto o terceiro e último longa da trilogia, Fifty Shades Freed, fica para 9 de fevereiro para 2018. No mesmo mês, em entrevista ao Hollywood Reporter, Donna Langley, presidente da Universal Pictures, disse que a sequência de Fifty Shades of Grey, terá "um tom de suspense", deixando de focar apenas no lado erótico da trama.
Após a saída de Sam Taylor-Johnson do projeto, James Foley assumiu a direção do segundo e terceiro filme da franquia. Em setembro de 2015, em entrevista para a Empire, a atriz Dakota Johnson comentou sobre a mudança de diretor: "Estou muito empolgada. Houve um momento que tive medo, pois não tinha ideia de como seria. Tive uma experiência com Sam [Taylor-Johnson] e então tudo foi embora. Agora estou animada. Acho que James [Foley] é um cineasta talentoso" Questionada se conheceu o diretor e se sua abordagem será diferente, Johnson respondeu: "Sim, eu o conheci. Isso você só vai ver quando o filme sair..."
Em fevereiro de 2016, questionada se haveria nu frontal de Jamie Dornan no filme, Dakota Johnson respondeu: "É uma pergunta interessante, provavelmente terei problemas por essa resposta...sim. Sim, eu o deixarei completamente nu no próximo filme. Todos querem ver o de Jamie Dornan. Deveríamos começar um movimento, uma campanha", brincou a atriz, fazendo um trocadilho entre o D do sobrenome do ator com o dong, sinônimo de pênis em inglês.

### Escolha de elenco
Devido ao sucesso de bilheteria do primeiro filme, segundo fontes do Hollywood Reporter, os protagonistas Dakota Johnson e Jamie Dornan que receberam US$ 250 mil cada e mais um bônus pela bilheteria para fazer o primeiro longa teriam pedido um aumento considerável no cachê, com pagamentos na base dos 7 dígitos para participar do segundo filme.
Em julho de 2015, em entrevista ao ET Online, Henry Cavill questionado sobre os rumores de que interpretaria Jack Hyde, espécie de rival de Christian Grey, no novo filme respondeu: "Como tornar isso interessante? Acho que provavelmente é melhor eu não dizer nada agora. Neste momento não tenho permissão para dizer nada".
Em fevereiro de 2015, segundo o Deadline, Bella Heathcote entrou para o elenco do filme, a atriz fará o papel de Leila, ex de Christian Grey. No mesmo mês, foi anunciado que Eric Johnson entrou para o elenco do filme. O ator fará o papel de Jack Hyde, novo chefe de Anastasia Steele, que se apaixona pela jovem e vira um rival para Christian Grey. Ainda no mesmo mês a Variety divulgou que Robinne Lee será uma executiva na empresa de Christian Grey e que a atriz Fay Masterson também foi adicionada ao elenco, mas seu papel não foi revelado.
No dia 26 de Fevereiro de 2016 foi anunciado que Tyler Hoechlin integraria o elenco como o personagem Boyce Fox, um colega de trabalho de Anastasia Steele. Fox é apenas brevemente mencionado nos livros. A atriz do Disney Channel, Rowan Blanchard foi confirmada com uma participação de uma personagem não citada nos livros, Emily Grey. A mais nova irmã adotiva de Christian.

### Filmagens
Em novembro de 2015, o The Hollywood Reporter afirmou que Fifty Shades Darker e Fifty Shades Freed, as sequências de Fifty Shades of Grey, serão filmadas juntas.
No início de fevereiro de 2016, o site My Entertainment World, anunciou que as gravações de Fifty Shades Darker começariam no mesmo mês.
Apesar dos ataques ocorridos em novembro de 2015, Segundo o THR, o filme terá filmagens em Paris nos primeiros seis meses de 2016. A informação foi divulgada por Stephane Martinet, da comissão regional de filmes de Paris, confirmando que os estúdios não ficaram assustados após os ataques que aconteceram na cidade. Porém, as produções que estavam ocorrendo em Paris ficaram uma semana paradas por conta do atentados.
Em fevereiro de 2016, pelo Instagram a autora E.L. James, anunciou o início das gravações, com a foto de uma claquete do filme.

### Trilha sonora
Em 9 de dezembro de 2016 foi lançado o primeiro tema musical para o filme: o single "I Don't Wanna Live Forever", parceria entre Zayn e Taylor Swift. Ambos os artistas publicaram prévias da música em suas redes sociais, que em menos de uma hora estava no topo do iTunes de diversos países, além de ser o assunto mais comentado mundialmente no Twitter.

## Promoção
No dia 28 de abril de 2015, Fifty Shades Darker, sequência de Fifty Shades of Grey, ganhou o seu primeiro teaser. No vídeo, Christian Grey (Jamie Dornan) veste uma máscara.

## Classificação indicativa
Em 10 de novembro de 2016, como o primeiro filme, recebeu uma classificação R da MPAA para "conteúdo erótico sexual forte, alguma nudez e linguagem gráfica". No Canadá, o filme foi classificado com 18A principalmente por seu conteúdo sexual em todas as províncias, exceto Quebec. Em Quebec, foi classificado com 16+ devido seu "erotismo". No Reino Unido, o filme recebeu um certificado de "sexo forte".[carece de fontes?]
No Brasil, a classificação do filme foi "não recomendado para menores de 16 anos", devido ao sexo, nudez e violência.

## Recepção
Cinquenta Tons Mais Escuros arrecadou 114 milhões nos EUA e Canadá e $266 milhões em outros países, totalizando $378 milhões mundialmente, contra um orçamento de $55 milhões.

### Crítica Especializada
Foi vaiado pelos críticos,No Rotten Tomatoes tem 11/100 que significa "tomate podre", o consenso dos críticos é: "Sem química, calor ou atrito narrativo suficientes para satisfazer, o fraco Fifty Shades Darker quer ser excêntrico, mas serve apenas como sua própria forma de punição". No Metacritic também tem recepção negativa dos críticos 33/100 e uma recepção muito negativa do público(2,9) que significa "aversão(horrível) esmagadora".
A IGN deu 3,9/10 ao filme e o chamando  de horrível e ainda completou dizendo que "É possível passar por Fifty Shades Darker sem ser amarrado e amordaçado?"
O Adoro Cinema deu 1,5/5 estrelas(ruim) e diz que o filme só agrada os "fantasmas do sexo" e diz que a história do filme é um "fiapo" e também que o filme tem "Diálogos sofríveis". E o Observatório do Cinema deu 1/5 estrelas e diz que "Continuação de 50 Tons de Cinza é filme de sexo sem paixão ou desejo".